# Jenifer Solidade
Jenifer Solidade Almeida (sinh ngày 13 tháng 6 năm 1984) là một ca sĩ đến từ Cabo Verde.
Jenifer Solidade Almeida sinh ngày 13 tháng 6 năm 1984, tại thị trấn Mindelo trên đảo São Vicente, Cape Verde.
Solidade bắt đầu sự nghiệp với vai trò ca sĩ hỗ trợ cho các nhạc sĩ khác, bao gồm Tito Paris, Ildo Lobo, Nancy Vieira và Mayra Andrade. Cô là một thành viên đầy đủ của Dàn nhạc Cesaria Evora. Vào năm 2013, cô đã đạt được sự công nhận rộng rãi hơn với phiên bản cover "rất đặc biệt" của bài hát Hit the Road Jack và video đi kèm.
Năm 2016, cô xuất hiện trong album tổng hợp Lusafrica, Mornas De Cabo Verde với một số nghệ sĩ morna giỏi nhất trong cả nước.
Album solo đầu tiên của cô là Um Click (One Click), với bài hát Cuidôd Na Click (Hãy chú ý nhấp), nơi Solidade khuyến khích người nghe cẩn thận về những gì họ xuất bản trên mạng truyền thông xã hội.
Đối với lễ hội âm nhạc bãi biển Curraletes thứ ba mươi, tại Porto Novo, trên đảo Santo Antão, diễn ra từ ngày 18 đến 20 tháng 8 năm 2017, Solidade là một trong ba nhóm nhạc hàng đầu, cùng với Atim và Cordas de Sol.